# Rei Artús
El Rei Artús o Artur fou un líder brità dels segles v i vi, el qual, segons les històries i romanços medievals, encapçalà la defensa de Bretanya (entenent per aquesta denominació tant la continental com la insular) davant dels invasors saxons a principis del segle vi. Els detalls de les gestes d'Artús provenen principalment del folklore i la invenció literària; els historiadors moderns debaten la seva existència històrica. El seu escàs rerefons històric s'espigola de diverses fonts, entre les quals els Annales Cambriae, la Historia Brittonum i els escrits de Gildas de Rhuys. El nom d'Artús també apareix en fonts poètiques primerenques com ara Y Gododdin.
Artús és una figura capital a les llegendes que integren la matèria de Bretanya. L'Artús llegendari es cultivà com una icona d'interès internacional especialment a través de la popularitat de l'extravagant i imaginativa Historia Regum Britanniae ('Història dels Reis de Bretanya'), per Jofre de Monmouth, del segle xii. En alguns contes i poemes gal·lesos i bretons previs a aquesta obra, Artús hi apareix o bé com un gran guerrer que protegeix Bretanya d'enemics humans i fantàstics o bé com una figura màgica del folklore, de vegades associada amb el més enllà gal·lès, Annwn. Es desconeix fins a quin punt la Historia de Jofre, enllestida el 1138, va adaptar aquestes històries precedents i fins a quin va ser invenció pròpia.
Tot i que les temàtiques, esdeveniments i personatges de la llegenda artúrica variaven àmpliament entre versions i no n'existia una de canònica, la versió dels fets de Jofre sovint servia com a punt de partida d'històries posteriors. Jofre caracteritzava Artús com un rei de Bretanya que derrotà els saxons i establí un imperi al llarg de la Bretanya, Irlanda, Islàndia, Noruega i la Gàl·lia. Molts dels elements i fets que ara són una part fonamental del relat artúric apareixen a la Historia de Jofre, incloent el pare d'Artús, Uterpendragó; el mag Merlí; l'esposa d'Artús, Ginebra; l'espasa Excàlibur; la concepció d'Artús al castell de Tintagel; la seva batalla final contra Mordred a Camlann i el seu repòs etern a Avalon. L'escriptor francès del segle xii Chrétien de Troyes, que afegí Lançalot i el Sant Greal a la història, inicià el gènere del romanç artúric que esdevendria fortament recurrent en la literatura medieval. En aquestes històries franceses, el focus de la narració sovint es desvia del Rei Artús a altres personatges; per exemple, alguns dels cavallers de la Taula Rodona. La literatura artúrica prosperà al llarg l'Edat Mitjana, però entrà en declivi els segles subsegüents fins al segle xix, en què experimentà un gran ressorgiment. Avui dia, la llegenda continua protagonitzant obres literàries, així com de teatre, pel·lícules, sèries de televisió, còmics i altres mitjans.

## Etimologia del nom

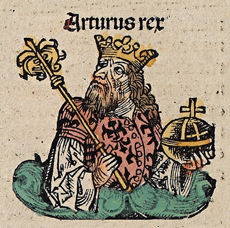
Arturus rex, a una il·lustració de la Crònica de Nuremberg (1493)

L'origen del prenom gal·lès Arthur és incert. Hi ha qui suggereix que prové del nomen gentile romà Artorius, d'etimologia discutida; possiblement d'origen messapi o etrusc. Tanmateix, alguns estudiosos han observat que en els textos artúrics primerencs en llatí, el nom del Rei Artús hi apareix com a Arthur o Arturus, mai Artōrius (encara que Artōrius esdevengué Arturius en alguns dialectes vulgars del llatí).
Una altra possibilitat és que provengui del patrònim britó *Arto-rīg-ios (l'arrel del qual, *arto-rīg- «os-rei», es pot trobar en el nom irlandès Art-ri), que deriva d'una forma llatinitzada d'Artōrius. Menys probable és la derivació que sovint es proposa del gal·lès, arth («os») + (g)wr («home»), anteriorment *Arto-uiros en britònic; aquesta teoria té dificultats fonològiques, ja que *Arto-uiros hauria esdevengut *Artgur en gal·lès antic i posteriorment *Arthwr, no Arthur, en gal·lès modern. A la poesia gal·lesa el nom sempre s'escriu Arthur i es fa rimar amb mots acabats en -ur, no pas en -wr que és com hauria de ser si el segon element del nom fos [g]wr.
Una teoria alternativa, amb una acceptació limitada entre els estudiosos, relaciona l'origen del nom d'Artús amb Arcturus, l'estel més brillant de la Constel·lació del Bover, al costat de l'Ossa Major. Arcturus, que vol dir «guardià de l'os» en grec antic degut a la seva brillantor i la seva posició al cel, s'hauria convertit en Art(h)ur en gal·lès.
Un prenom similar és l'irlandès Artúr, que hi ha qui creu que deriva directament del cúmbric Artur. El primer posseïdor del nom reportat històricament és fill o net d'Áedán mac Gabráin (m. 609).

## Historicitat

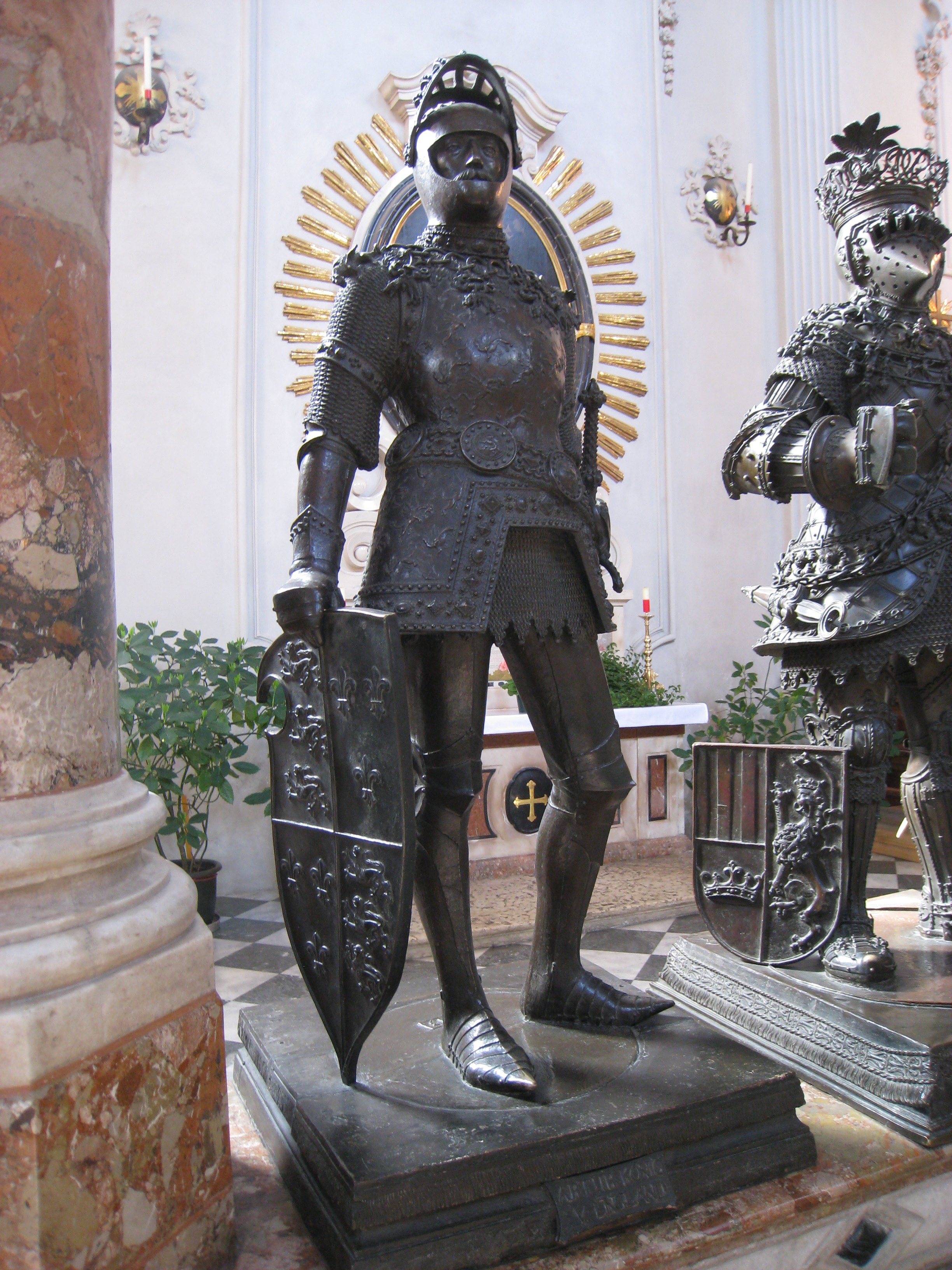
Estàtua del Rei Artús a Innsbruck, dissenyada per Albrecht Dürer i esculpida per Peter Vischer (c. 1520)

La base històrica de la llegenda del Rei Artús ha estat sovint motiu de debat entre els estudiosos. Una escola de pensament, que cita fragments de la Historia Brittonum ('Història dels Britons') i els Annales Cambriae ('Annals Gal·lesos'), veu Artús com una figura històrica genuïna, un líder brità que lluità contra els invasors anglosaxons en algun moment de finals del s. v o principis del s. vi. La Historia Brittonum, una compilació històrica en llatí que alguns manuscrits atribueixen al clergue gal·lès Nennius, conté la primera menció datada del Rei Artús: enumera dotze batalles en les quals lluità. Aquestes culminen en la batalla del Mont Badon (o Mont Badonicus), on s'afirma que matà 960 homes ell sol. Tanmateix, estudis recents qüestionen la fiabilitat de la Historia Brittonum.
L'altre text que sembla defensar l'argument a favor de l'existència històrica d'Artús són els Annales Cambriae, del s. x, que també el relacionen amb la Batalla del Mont Badon (situada entre el 516 i el 518 segons el document en qüestió). Els Annales també mencionen la batalla de Camlann, en la qual Artús i Medraut (Mordred) moriren, datada en els anys 537-539. Aquests detalls sovint s'utilitzen per reforçar la fiabilitat del relat de la Historia i per reafirmar que Artús realment combaté al Mont Badon. S'han trobat problemes, emperò, amb l'ús d'aquesta font com a suport de la Historia Brittonum. L'última recerca mostra que els Annales Cambriae estan basats en una crònica començada a principis del s. viii a Gal·les. A més, la complexa història textual dels Annales exclou la possibilitat que els annals artúrics s'hi afegissin fins i tot tan aviat. Segurament s'hi addicionaren en qualque moment del s. x i possiblement no havien existit a cap conjunt d'annals previ. El fragment del Mont Badon possiblement provingué de la Historia Brittonum.
Aquesta manca de proves convincents és el motiu per què la majoria d'historiadors contemporanis exclouen Artús dels seus relats de la Bretanya postromana. Segons l'historiador Thomas Charles-Edwards, «en aquesta fase de la investigació, només es pot dir que bé pot haver-hi hagut un Artús històric [però …] l'historiador tampoc no pot dir res de valor sobre ell». Aquestes admissions modernes d'ignorància són una moda relativament nova; les generacions anteriors d'historiadors eren menys escèptiques. L'historiador John Morris feu del regne putatiu d'Artús el principi ordenador de la seva història de les Bretanya i Irlanda postromanes a The Age of Arthur ('L'Edat d'Artús'), del 1973. Així i tot, trobà poc a dir sobre l'Artús històric.

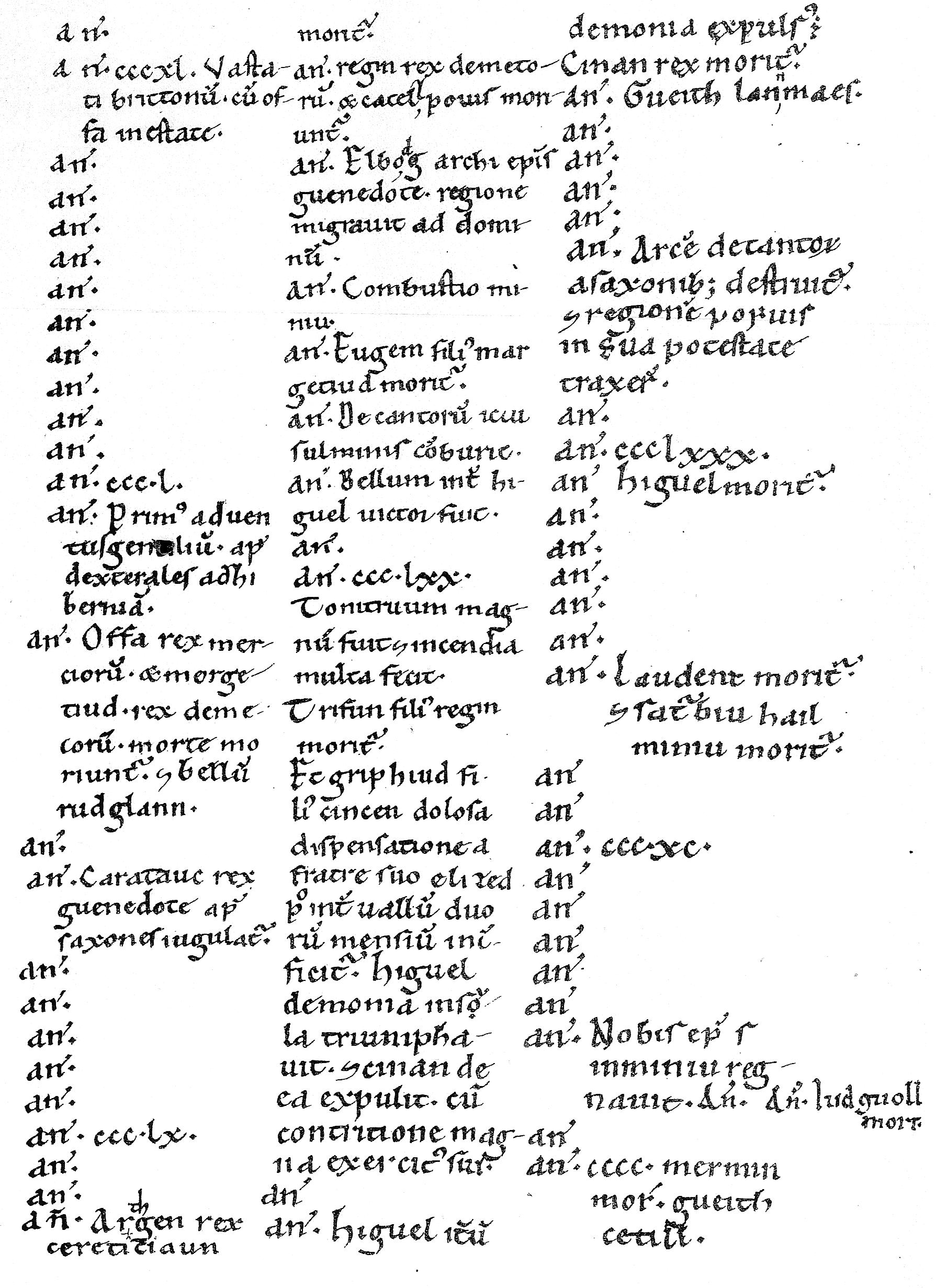
Els Annales Cambriae del s. (d'una còpia c. 1100)

En part com a reacció d'aquestes teories, emergí una altra escola de pensament que argumentava que Artús mai no va existir. The Age of Arthur incità l'arqueòleg Nowell Myres a observar que «cap altra figura en els límits de la història i la mitologia ha fet malgastar més temps als historiadors». El polèmic De Excidio et Conquestu Britanniae ('Sobre la Ruïna i Conquesta de Bretanya') de Gildas, del s. vi, està escrit durant la memòria en primera persona de Mont Badon; no obstant, menciona la batalla però no Artús. Artús no es menciona en l'Anglo-Saxon Chronicle ('Crònica Anglosaxona') ni és anomenat en cap manuscrit supervivent escrit entre els anys 400 i 820. Està absent a la Historia ecclesiastica gentis Anglorum ('Història eclesiàstica de la gent anglesa') de Beda, que data del s. viii, una altra gran font primerenca de la història postromana que menciona Mont Badon. L'historiador David Dumville escrigué: «Crec que podem prescindir d'ell [Artús] bastant ràpidament. Deu el seu lloc als nostres llibres d'història a una escola de pensament de 'no hi ha fum sense foc' … El fet de l'assumpte és que no hi ha proves històriques sobre Artús; hem de rebutjar-lo de les nostres històries i, per sobre de tot, dels títols dels nostres llibres.»
Alguns estudiosos argumenten que Artús era originalment un heroi fictici del folklore –o fins i tot una deïtat celta mig oblidada– a qui s'acreditaren gestes reals en un passat llunyà. Citen paral·lelismes amb figures com els germans kentians Hengist i Horsa, que podrien ser cavalls divins totèmics que posteriorment foren historiats. Beda atribuí a aquestes figures llegendàries un rol històric en la conquesta anglosaxona de Britànnia de l'est. No és ni tan sols cert que Artús fos considerat un rei en els primers textos. Ni la Historia ni els Annales l'anomenen rex: el primer l'anomena dux bellorum ('líder de guerres') i miles ('soldat').
Els documents històrics del període postromà són escassos, per la qual cosa és possible que el debat sobre l'existència històrica d'Artús sigui irresoluble. Certs llocs s'han identificat com a «artúrics» d'ençà del s. xii, però l'arqueologia només pot revelar noms amb certesa a través de les inscripcions trobades en contexts arqueològics segurs. L'anomenada «pedra d'Artús», descoberta el 1998 entre les ruïnes al castell de Tintagel (Cornualla) en contexts datats del s. vi, causà una breu agitació però resultà irrellevant. Altres proves en forma d'inscripció a favor d'Artús, incloent la creu de Glastonbury, pequen de semblar falsificacions. Tot i que s'han proposat múltiples figures històriques com a base del Rei Artús, no s'han trobat proves convincents per a cap de les identitats atribuïdes.

## Tradicions literàries medievals
El creador del personatge literari d'Artús fou Jofre de Monmouth, amb la seva obra pseudo-històrica Historia Regum Britanniae ('Història dels Reis de Bretanya'), escrita a la dècada del 1130. Les fonts textuals d'Artús sovint es divideixen en dues parts: aquelles escrites abans de la Historia de Jofre, que en serviren com a fonaments, i aquelles posteriors, fortament influïdes per l'obra magistral.

### Tradicions prèvies a Jofre de Monmouth

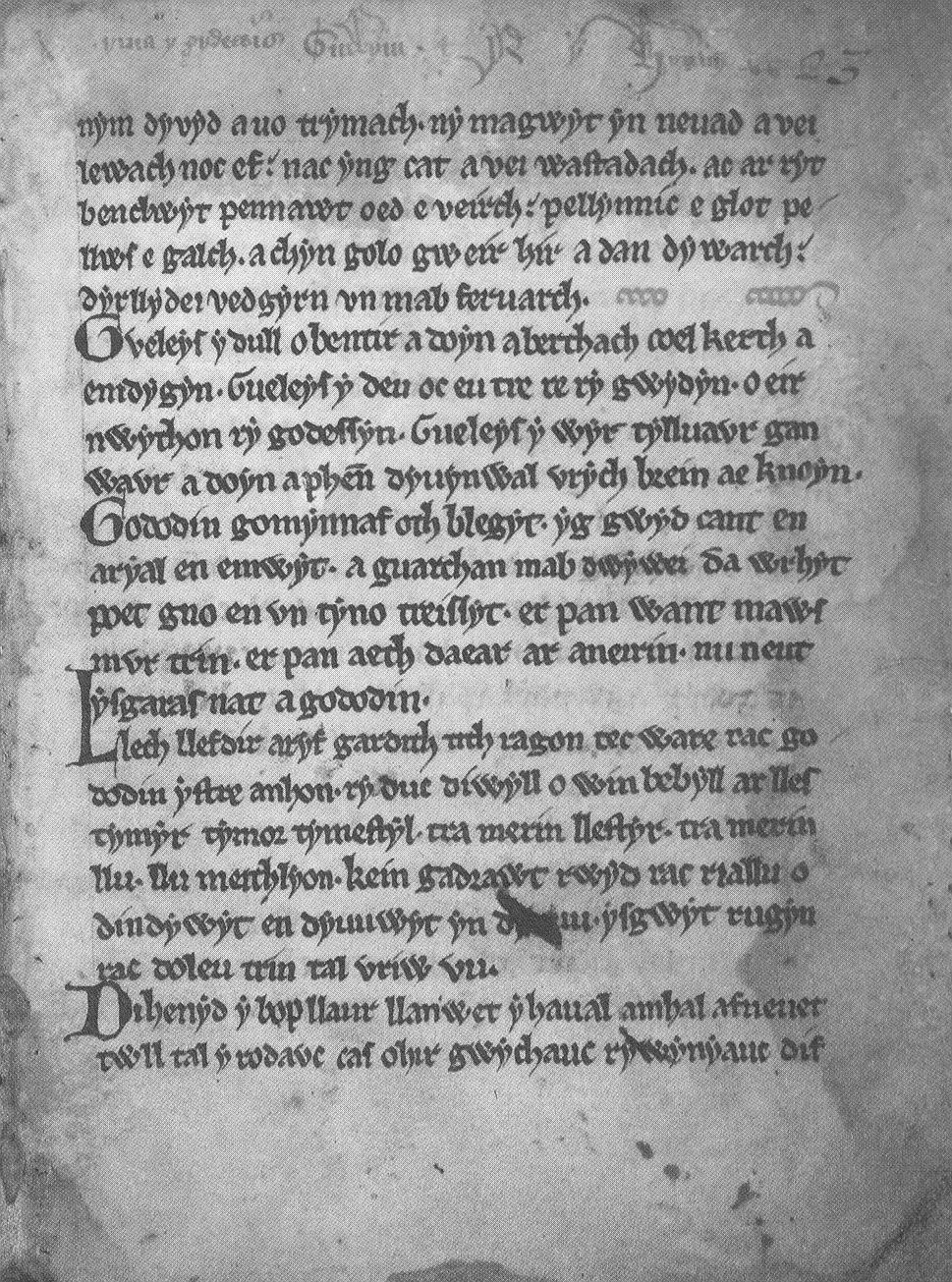
Facsímil d'una pàgina d’Y Gododdin, un dels primers textos gal·lesos on hi apareix el rei Artús (c. 1275)

Les primeres referències literàries d'Artús provenen de fonts gal·leses i bretones. Hi hagué pocs intents de descriure la naturalesa i el personatge d'Artús de forma íntegra en la tradició prèvia a Jofre de Monmouth, en lloc de fer-ho en una sola història o text. Una recerca acadèmica del 2007 que ho pretén, de Thomas Green, identifica tres corrents principals de la representació d'Artús en aquest material primerenc. El primer és que era un guerrer incomparable que servia com el caçador de monstres que protegia Bretanya de totes les amenaces internes i externes. Algunes d'aquestes són humanes, com els saxons amb què lluita a la Historia Brittonum, però la majoria són sobrenaturals, incloent monstres felins gegants, senglars divins destructius, dracs, cinocèfals, gegants i bruixes. El segon és que l'Artús primerenc era una figura folklòrica (particularment, del folklore topogràfic o onomàstic) i de contes de fades, el líder d'una bandada d'herois sobrehumans que viuen en un hàbitat salvatge. El tercer i últim corrent és que l'Artús gal·lès primerenc tenia una relació estreta amb el Més Enllà gal·lès, Annwn. D'una banda, assalta les fortaleses del Més Enllà en la cerca de tresors i n'allibera els presoners. D'altra banda, a les primeres fonts la seva legió inclou déus abans pagans i la seva esposa i les seves possessions són clarament originàries del Més Enllà.
Una de les referències poètiques més famoses a Artús prové de la col·lecció de cançons funeràries heroiques coneguda com a Y Gododdin ('El Gododdin'), atribuït al poeta del s. vi Aneirin. A una estrofa, s'enalteix la bravura d'un guerrer que matà 300 enemics, però després es remarca que malgrat això «no era cap Artús», per fer palès que aquesta gesta és insignificant comparada amb el valor d'Artús. Y Gododdin es coneix tan sols a través d'un manuscrit del s. xiii, per tant, és impossible determinar si aquest passatge és original o bé una interpolació posterior. Tanmateix, la visió de John Koch que el situa al s. vii o abans es considera no demostrada, i en lloc d'això sovint es proposen els s. ix o x. Diversos poemes atribuïts a Taliesin, un poeta presumptament del s. vi, també parlen d'Artús, encara que totes les referències probablement daten d'entre els s. viii-xii. Entre ells, «Kadeir Teyrnon» ('La Cadira del Príncep'), que fa referència a «Artús el Beneït»; «Preiddeu Annwn» ('El Botí de Annwn'), que narra una expedició d'Artús al Més Enllà; i «Marwnat vthyr pen[dragon]» ('L'Elegia d'Uther Pen[dragon]'), que fa referència a la valentia d'Artús i en suggereix una relació pare-fill amb Uther prèvia a Jofre de Monmouth.

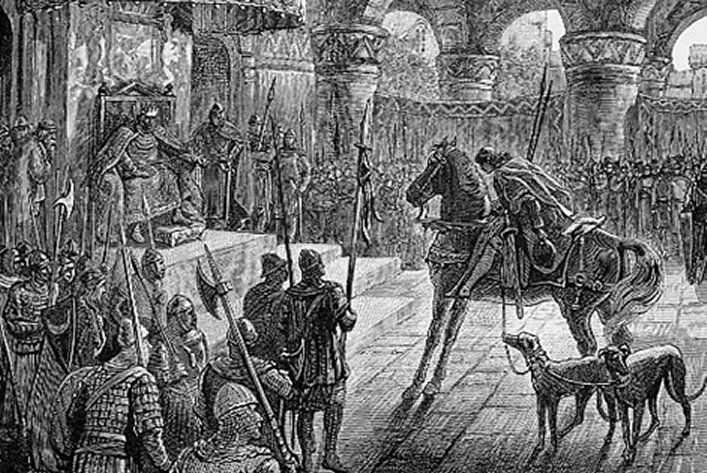
Culhwch entrant a la cort d'Artús, en el conte gal·lès Culhwch i Olwen (1881)

Entre d'altres texts artúrics gal·lesos primerencs s'hi inclou un poema que figura al Llibre negre de Carmathen, «Pa gur yv y porthaur?» ('Quin home és el guardià de les portes?'). Pren la forma d'un diàleg entre Artús i el guardià d'una fortalesa a la qual vol entrar, en què Artús recompta els noms i gestes d'ell i els seus homes, notablement Cei (Kay) i Bedwyr (Bedivere). El conte en prosa gal·lès Culhwch and Olwen (c. 1100), inclòs a la col·lecció moderna Mabinogion, conté una llista, molt més llarga, dels més de 200 homes d'Artús, encara que Cei i Bedwyr tornen a exercir el paper principal. La història en conjunt explica com Artús ajuda al seu parent Culhwch a guanyar-se la mà d'Olwen, filla del Cap Gegant Ysbaddaden, a través de l'acompliment de tasques aparentment impossibles, entre les quals caçar el gran senglar semidiví Twrch Trwyth. La Historia Brittonum del s. ix també fa referència a aquest conte, amb el senglar que allà anomena «Troy(n)t». Finalment, Artús es menciona múltiples vegades a les Tríades Gal·leses, una col·lecció de sumaris curts de tradicions i llegendes gal·leses que es classifiquen per ternes de personatges vinculats entre si o episodis suplementaris. Els manuscrits posteriors de les Tríades deriven en part de Jofre de Monmouth i de tradicions continentals més tardanes, però les més primerenques no contenen tals influències i se solen nodrir de les tradicions gal·leses preexistents. Fins i tot en aquestes, emperò, la cort d'Artús ha començat a encarnar la Bretanya llegendària en conjunt; «la Cort d'Artús» de vegades supleix «l'Illa de Bretanya» en els títols de les històries, amb el format de «Tres [quelcom] a l'Illa de Bretanya». Encara que no es vegi clar a la Historia Brittonum i els Annales Cambriae que Artús sols sigui considerat rei, quan s'escrigueren Culhwch i Olwen i les Tríades es referien a ell com Penteyrnedd yr Ynys hon, 'Capitost dels Lords d'aquesta Illa', el senyor de Gal·les, Cornwall i el Nord.
Juntament a aquests poemes i contes gal·lesos d'abans de Jofre de Monmouth, Artús apareix a altres textos llatins primerencs a més de la Historia Brittonum i l'Annales Cambriae. Concretament, Artús apareix a un nombre de vitae ('vides') ben conegudes de sants postromans, de les quals cap és considerada una font fiable (la més antiga probablement data del s. xi). Segons la Vida del Sant Gildas, escrita a principis del s. xii per Caradoc de Llancarfan, Artús mata Hueil, germà de Gildas, i rescata la seva esposa Gwenhwyfar de Glastonbury. A la Vida de Sant Cadoc, escrita per Lifris de Llancarfan devers l'any 1100 o una mica abans, el sant protegeix un home que ha mort tres dels soldats d'Artús i a qui Artús exigeix un ramat d'animals com a wergeld dels seus homes. Cadoc li cedeix el ramat demanat, però així com Artús en pren possessió els animals es transformen en manats de falgueres. Es detallen incidents similars a les biografies medievals de Carannog, Padarn i Eufflam, escrites probablement el s. xii. Una aparició menys òbvia d'Artús té lloc a la Legenda Sancti Goeznovii, sovint datada de principis del s. xi (encara que el manuscrit més antic que se'n conserva és del s. xv). També són importants les mencions d'Artur a De Gestis Regum Anglorum, de William of Malmesbury, i De Miraculis Sanctae Mariae Laudensis, de Herman, que proveeixen les primeres proves certes de la creença que Artús no era mort i que retornaria en algun moment, un tema sovint revisitat al folklore posterior a Jofre.

### Jofre de Monmouth

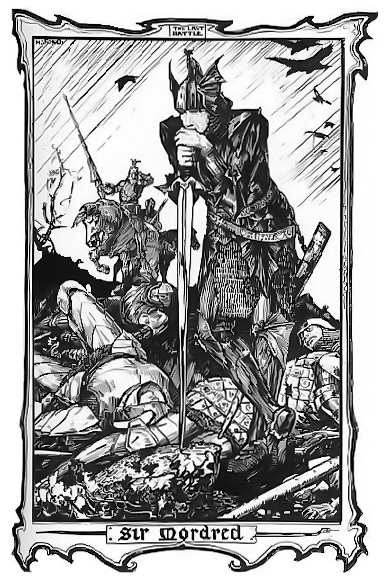
Mordred, l'objectiu final d'Artús segons Jofre de Monmouth, il·lustrat per H. J. Ford (1902)

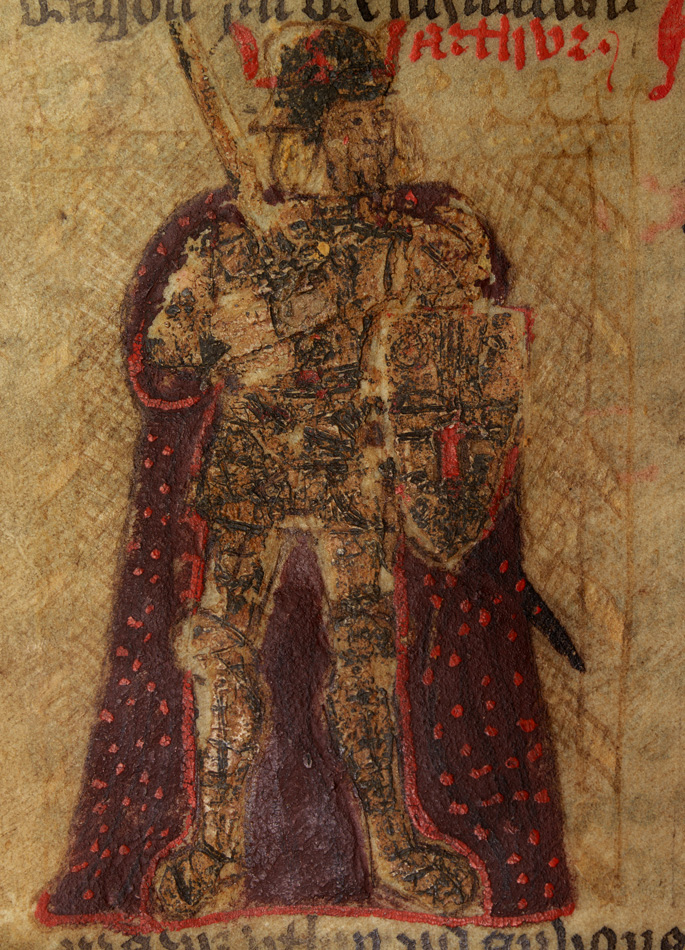
Una il·lustració crua del Rei Artús, a partir d'una versió gal·lesa del s. de la Historia Regum Britanniae de Jofre de Monmouth

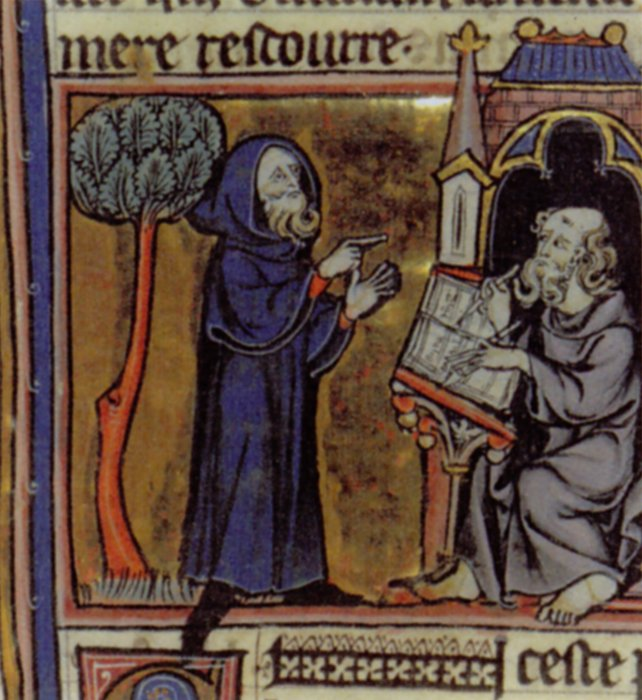
Merlí, el conseller d'Artús (c. 1300)

Quina part d'aquesta narrativa és invenció pròpia de Jofre està obert a debat. Certament sembla haver fet ús de la llista de dotze batalles d'Artús contra els saxons que apareixen a la Historia Brittonum del s. ix, juntament amb la batalla de Camlann dels Annales Cambriae i la idea que Artús segueix viu. El seu estatus personal com a rei de tota Bretanya també sembla agafat de la tradició prèvia, mencionat a Culhwch i Olwen, les Tríades Gal·leses i les vides dels sants. Addicionalment, Jofre prengué molts dels noms de les possessions d'Artús, la seva família propera i els seus companys de la tradició gal·lesa preexistent, entre els quals Kaius (Cei), Beduerus (Bedwyr), Guenhuuara (Gwenhwyfar), Uther (Uthyr) i possiblement Caliburnus (Caledfwlch), l'últim dels quals esdevendria Excàlibur en els relats artúrics subsegüents. Tanmateix, tot i manllevar noms, esdeveniments clau i títols, Brynley Roberts argumenta que «la secció artúrica és creació literària de Jofre i no deu res a la narrativa anterior.» Per exemple, Jofre transforma el gal·lès Medraut en l'antagònic Modredus, mentre que a les fonts gal·leses no se'n dona una mala imatge fins al s. xvi. Hi ha hagut relativament pocs intents de desafiar la noció que la Historia Regum Britanniae és principalment treball propi de Jofre; els estudiosos acostumen a reafirmar el comentari de Guillem de Newburgh del s. xii: que Jofre «inventà» la seva narrativa, segurament a través d'un «amor desorbitat per la mentida». Geoffrey Ashe dissenteix amb aquesta visió i creu que la narrativa de Jofre de Monmouth prové en part d'una font perduda que parla de les fetes d'un rei britànic del s. v anomenat Riotamus, que seria la figura corresponent a Artús, encara que els historiadors i estudiosos de la cultura cèltica han estat indisposats a seguir les conclusions d'Ashe.
Independentment de les seves fonts, la immensa popularitat de la Historia Regum Britanniae de Jofre és innegable. Es coneixen més de 200 còpies manuscrites supervivents de l'obra original en llatí, sense incloure les traduccions. Per exemple, es conserven prop de 60 manuscrits traduïts al gal·lès, els primers dels quals daten del s. xiii; la vella noció que algunes d'aquestes versions gal·leses siguin de fet prèvies a la Historia de Jofre, popularitzada pels antiquaris com ara Lewis Morris del s. xviii, s'ha desqualificat en els cercles acadèmics des de fa temps. Com a conseqüència d'aquesta fama, la Historia Regum Britanniae fou enormement influent en el posterior desenvolupament medieval de la llegenda artúrica. Tot i no ser baix cap circumstància l'única font d'inspiració del romanç d'Artús, se n'extragueren i desenvoluparen molts d'elements (Merlí, el destí final d'Artús, etc.) i proporcionà un marc històric en el qual els romancers hi inseriren aventures màgiques i meravelloses.

### Tradicions romanceres

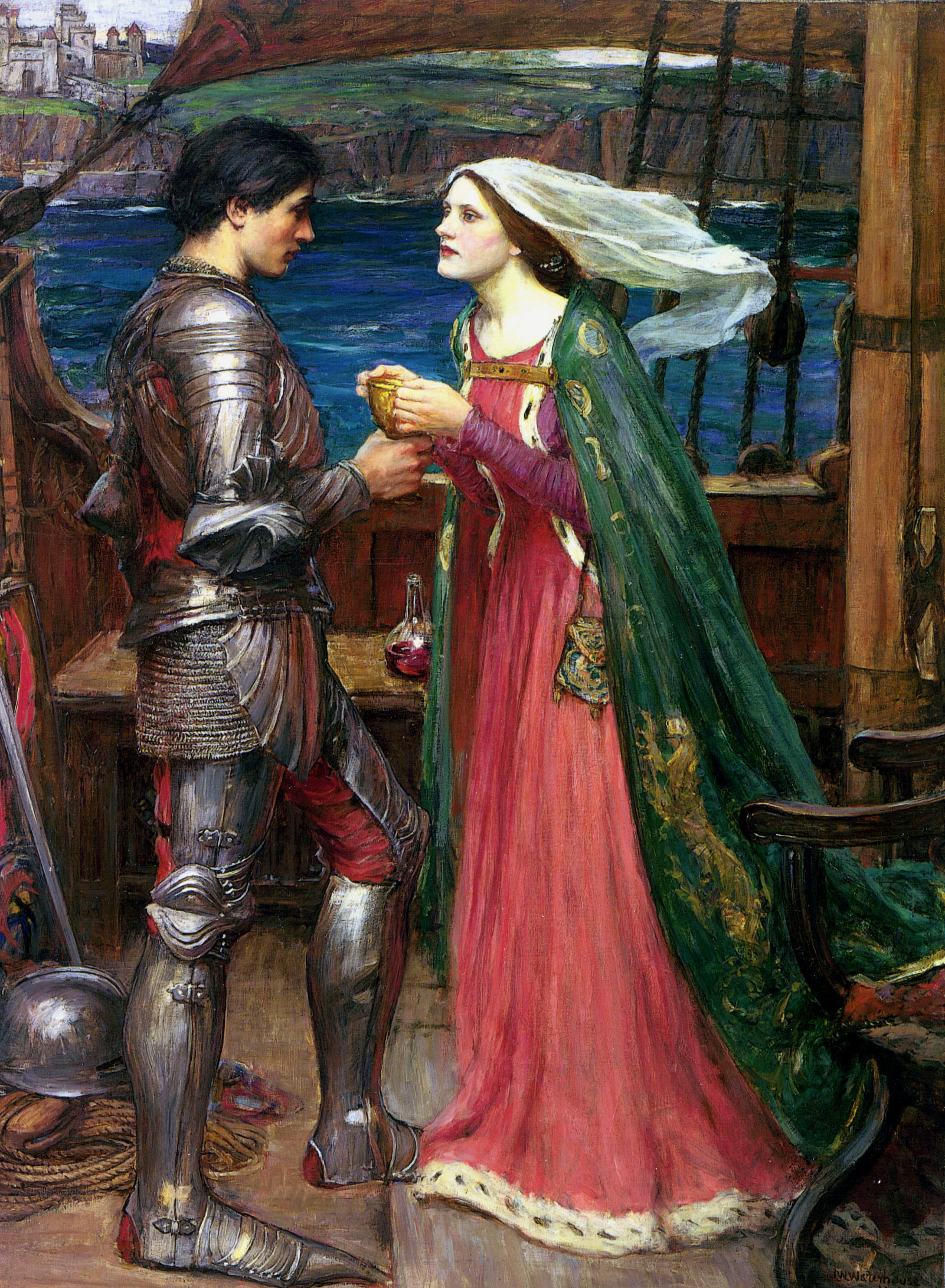
En el s. XII, la figura d'Artús començà a passar a un segon pla en favor d'altres històries artúriques, com Tristany i Isolda. Il·lustració de John William Waterhouse (1916).

La popularitat de la Historia de Jofre i les obres que en deriven (per exemple Roman de Brut, de Wace) es consideren generalment un factor important per la proliferació d'obres artúriques noves a l'Europa continental durant els s. xii i xiii, especialment a França. Tanmateix, no va ser l'única influència artúrica de la 'Matèria de Bretanya'. Hi ha proves clares del coneixement previ d'Artús i els relats artúrics abans de l'expansió de l'obra de Jofre (vegeu per exemple la Modena Archivolt), així com de l'ús de noms i històries «cèltics» que no figuren a la Historia de Jofre als romanços artúrics. Des de la perspectiva d'Artús, potser l'efecte més significatiu d'aquesta efluència d'històries artúriques noves fou la pèrdua d'importància del mateix Rei: gran part de la literatura artúrica del s. xii i posterior se centra no tant en Artús com en personatges com Lançalot i Ginebra, Perceval, Galaaz, Galvany i Tristany i Isolda. Mentre que Artús es troba a l'epicentre del material previ a Jofre i a la seva Historia, als romanços aviat és marginat. A més, el seu personatge també canvia notablement. Al material anterior Artús és un guerrer grandiós i feroç, que es burla de les bruixes i gegants que derrota personalment i emprèn el lideratge de totes les campanyes militars; en els romanços continentals, en canvi, esdevé el roi fainéant ('rei que no fa res'): la seva «inactivitat i aquiescència constituïen un defecte central en la seva societat altrament ideal». El rol d'Artús en aquestes obres sol ser el d'un monarca savi, dignificat, equànime, una mica insípid i ocasionalment feble. Així doncs, tan sols esdevé pàl·lid i silenciós quan s'assabenta de l'adulteri de Lançalot amb Ginebra a Mort Artu, mentre que a El cavaller del lleó de Chrétien de Troyes és incapaç de mantenir-se despert després d'un festí i s'ha de retirar a descansar. Tanmateix, com observa Norris J. Lacy, tot i els defectes i fragilitats que s'observen en aquests romanços artúrics, «el seu prestigi mai –o gairebé mai– és compromès per les seves debilitats personals ... la seva autoritat i glòria romanen intactes.»

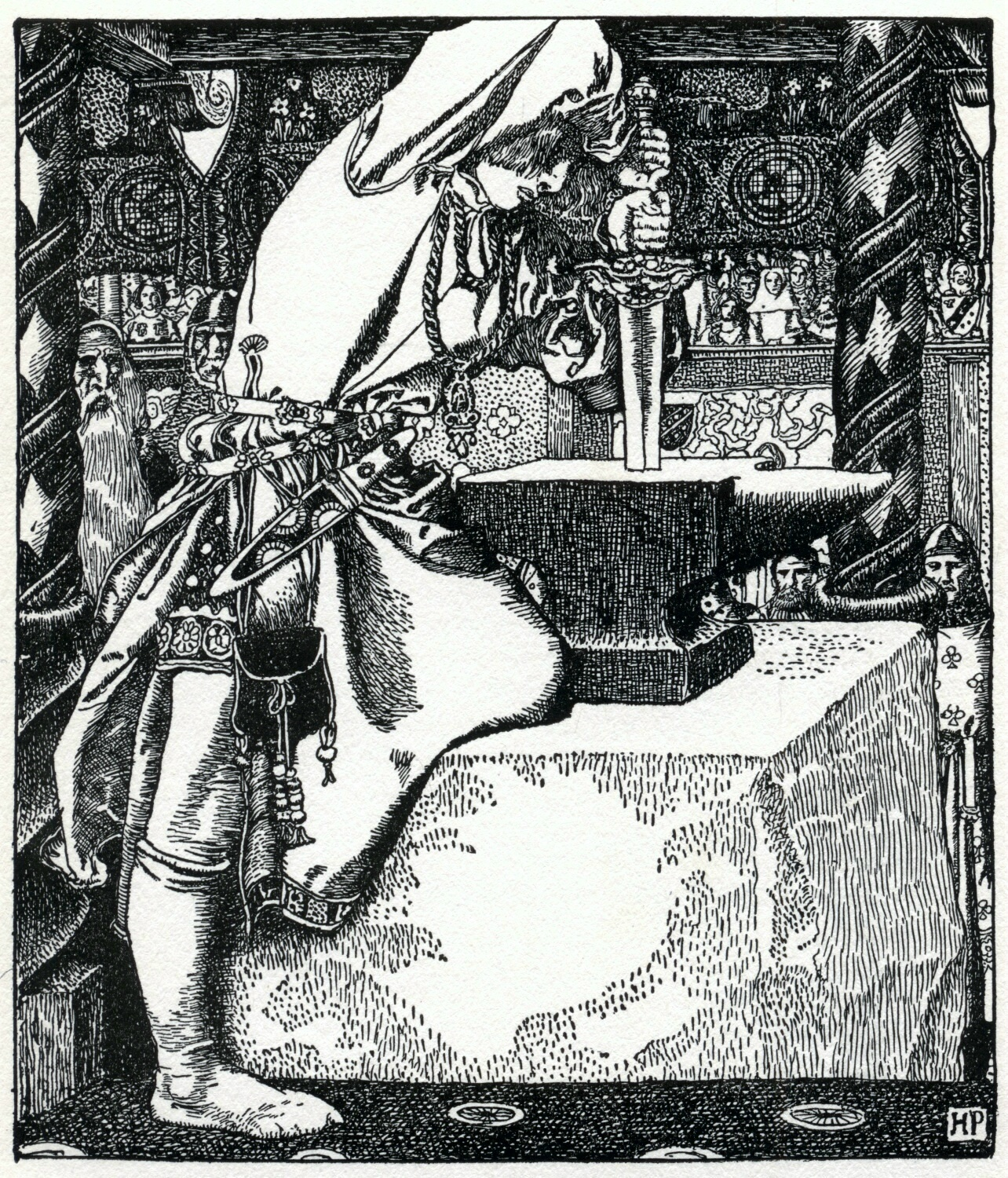
La història d'Artús extraient l'espasa d'una pedra aparegué a Merlin, per Robert de Boron el s.. Il·lustració per Howard Pyle (1903).

Artús i el seu seguici apareixen a alguns dels lais de Marie de France, però fou l'obra d'un altre poeta francès, Chrétien de Troyes, que va tenir la major influència en relació al desenvolupament del personatge d'Artús i la seva llegenda. Chrétien escrigué cinc romanços artúrics entre c. 1170 i 1190. Érec et Énide i Cligès són històries d'amor cortès amb Artús i la seva cort com a rerefons, cosa que demostra l'abandó de l'entorn heroic de l'Artús gal·lès i de Jofre, mentre que El cavaller del lleó embarca Yvain i Gawain en una aventura sobrenatural, amb un Artús secundari i debilitat. Emperò les obres més significatives per la llegenda artúrica són El cavaller de la carreta, que introdueix Lançalot i la seva relació adúltera amb la reina d'Artús (Ginebra) i estén i popularitza el tema recurrent del rei banyut, i Perceval o el Conte del Graal, que introdueix el Sant Greal i el Rei Pescador i que torna a relegar Artús a un segon pla. Conseqüentment Chrétien va ser «instrumental tant en l'elaboració de la llegenda artúrica com en l'establiment de la forma ideal per la difusió d'aquesta llegenda»; molt del que succeí referent al retrat d'Artús i el seu món prengué com a base els fonaments que ell deixà. Perceval, tot i que inacabat, fou especialment popular: n'aparegueren quatre continuacions paral·leles durant el mig segle següent; el concepte del Greal i la seva recerca els desenvolupà Robert de Boron, un fet que ajudà a accelerar el declini d'Artús en el romanç continental. De manera similar, Lançalot i el seu adulteri amb Ginebra esdevengueren un dels motius clàssics de la llegenda artúrica, encara que el Lançalot de la prosa Lancelot (c. 1225) i textos posteriors era una combinació del personatge de Chrétien i el de Lanzelet d'Ulrich von Zatzikhoven. L'obra de Chrétien fins i tot sembla nodrir-se de la literatura artúrica gal·lesa; com a resultat, l'Artús romancer començà a substituir l'Artús heroic i actiu de la tradició literària gal·lesa. Els tres romanços artúrics gal·lesos, semblants al de Chrétien tot i que amb diferències prominents, foren particularment significatius en aquest desenvolupament: Owain, or the Lady of the Fountain, que està relacionat amb l'Yvain de Chrétien; Geraint and Enid, amb Érec et Énide; i Peredur son of Efrawg, amb Perceval.

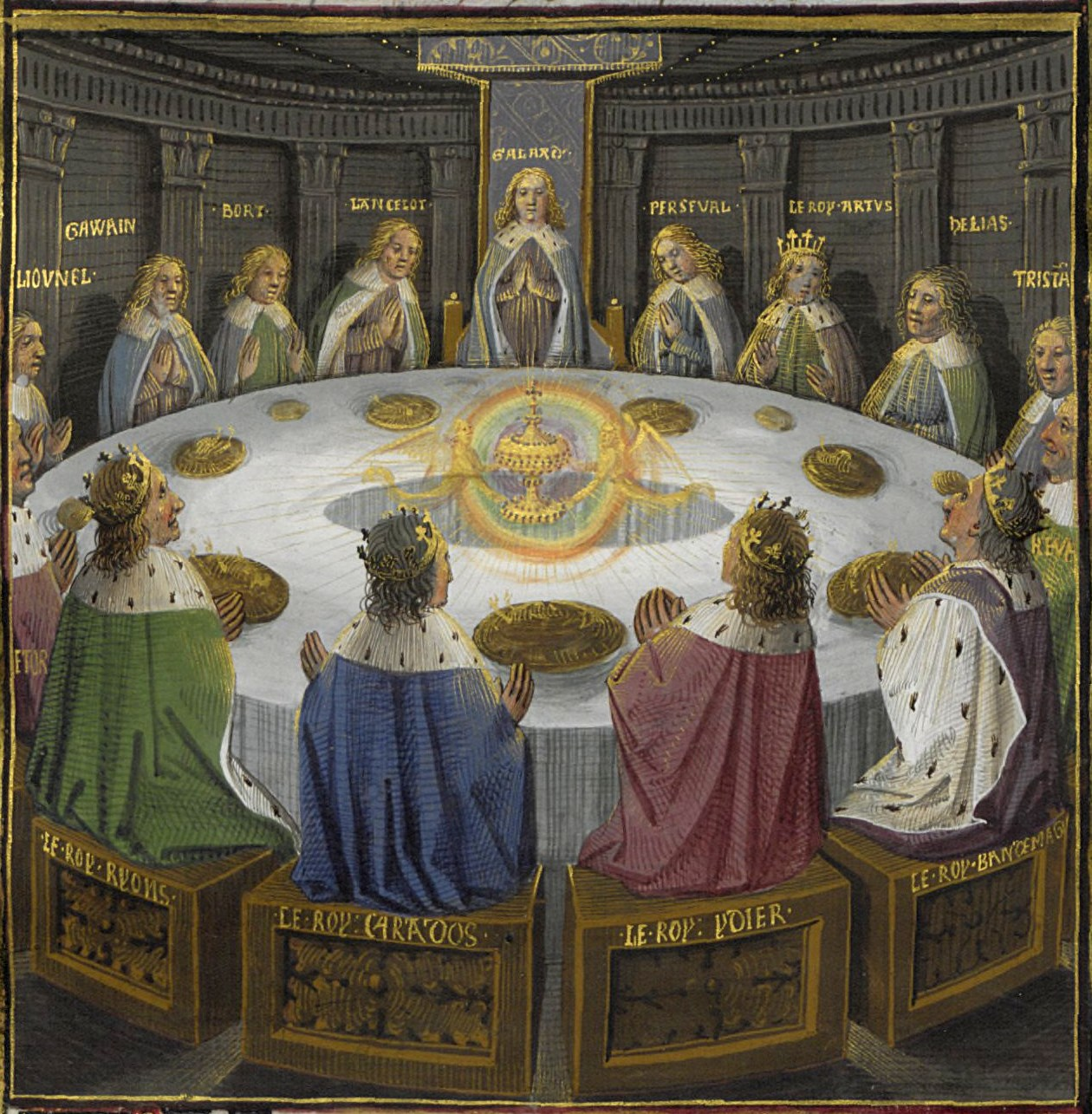
La Taula Rodona experimenta una visió del Sant Greal, segons il·lustra Évrard d'Espinques (c. 1475)

Fins al c. 1210, el romanç artúric continental s'expressava primàriament a través de la poesia; després d'aquestes dates les històries es començaren a narrar en prosa. El més important d'aquests romanços en prosa del s. xiii fou la Vulgata Artúrica (o cicle Lançalot-Greal), una sèrie de cinc obres franceses en prosa escrites a la primera meitat de segle. Les obres són Estoire del Sant Graal ('Història del Sant Greal'), Estoire de Merlin ('Història de Merlí'), Lancelot ('Lançalot'), Queste del Saint Graal ('Cerca del Sant Greal') i Mort Artu ('Mort d'Artur'), que es combinen per formar la primera versió coherent de la llegenda artúrica. La secció més longeva és Lancelot, que comprèn aproximadament la meitat de tot el cicle. La Vulgata continuava amb la tendència de reduir el paper d'Artús en la seva pròpia llegenda, en part a través de la introducció del personatge de Galahad i l'expansió del rol de Merlí. També situava Mordred com el fruit de la relació incestuosa entre Artús i la seva germana i establia Camelot, mencionat per primera vegada a Lancelot de Chrétien, com la cort primària d'Artús. Aquest seguit de textos fou ràpidament succeït pel Cicle Post-Vulgata (c. 1230–40), del qual la Suite du Merlin n'és una part, que redueix immensament la importància de l'afer de Lançalot i Ginebra però segueix relegant el paper d'Artús, en aquest cas per situar el focus en la recerca del Greal. Per tant, Artús esdevé un personatge encara més secundari en aquests romanços en prosa francesos; a la Vulgata, només hi apareix significativament a l'Estoire de Merlin i la Mort Artu. En aquest període, Artús es convertí en un dels nou preuats, un grup format per tres cavallers pagans, tres de jueus i tres de cristians. Els preuats aparegueren per primer cop a Voeux du Paon de Jacques de Longuyon, el 1312, i subsegüentment es convertiren en una temàtica recurrent de la literatura i l'art.

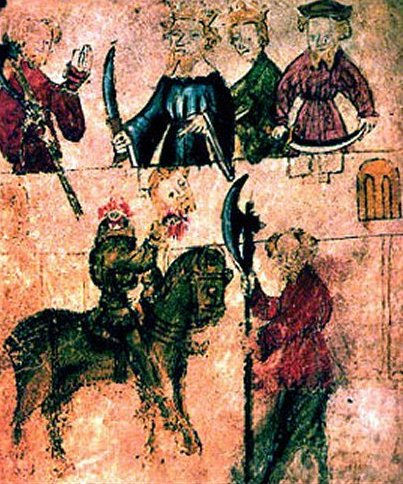
Artús (a dalt, al centre) en una il·lustració de Sir Galvany i el Cavaller verd (finals s. XIV)

El desenvolupament del cicle artúric medieval i el personatge de l'«Artús del romanç» culminà amb Le Morte d'Arthur, una reelaboració de Thomas Malory de la llegenda sencera en una sola obra en anglès i que data de finals del s. xv. Malory basà el seu llibre (originalment titulat The Whole Book of King Arthur and of His Noble Knights of the Round Table) en les diverses versions prèvies del romanç, particularment la Vulgata, i semblava tenir pretensions de crear una col·lecció coherent i autoritzada d'històries artúriques. Segurament com a resultat d'aquest fet i de que Le Morte D'Arthur fóra un dels primers llibres impresos a Anglaterra, publicat per William Caxton el 1485, la majoria d'obres artúriques posteriors deriven de la de Malory.

## Declivi, ressorgiment i la llegenda moderna

### Literatura postmedieval
Amb la fi de l'Edat Mitjana minvà l'interès en el Rei Artús. Encara que la versió anglesa de Malory dels grans romanços francesos era popular, proliferà l'escepticisme sobre la fiabilitat dels romanços artúrics (existent des dels temps de Jofre de Monmouth) i, per tant, de tota la matèria de Bretanya. Així doncs, per exemple, l'humanista del s. xvi Polydore Vergil rebutjà cèlebrement el clam que Artús fos el governant d'un imperi postromà, prominent en la tradició crònica medieval posterior a Jofre, cosa que aixecà controvèrsia entre els antiquaris gal·lesos i anglesos. Els canvis socials que arribaren amb la fi del període medieval i el Renaixement també perjudicaven la imatge del personatge i la llegenda d'Artús entre el públic general; el 1634 s'imprimí l'última edició de Le Morte d'Arthur de Malory en gairebé 200 anys. El Rei Artús i la llegenda artúrica no s'abandonaren per complet, però fins a principis del s. xix el material es prenia menys seriosament i sovint s'emprava com a vehicle per al·legories polítiques dels s. xvii i xviii. Conseqüentment els poemes èpics de Richard Blackmore Prince Arthur (1695) i King Arthur (1967) contenen Artús com una al·legoria dels conflictes entre Guillem III i Jaume II. També, el conte artúric més popular al llarg d'aquest període sembla el de Tom Thumb, narrat primer en forma de chapbooks i després a través de les actuacions polítiques de Henry Fielding; encara que l'acció clarament ocorre en la Bretanya artúrica, el to és humorístic i Artús apareix primordialment com una versió còmica del seu personatge romancer.

### Tennyson i el ressorgiment

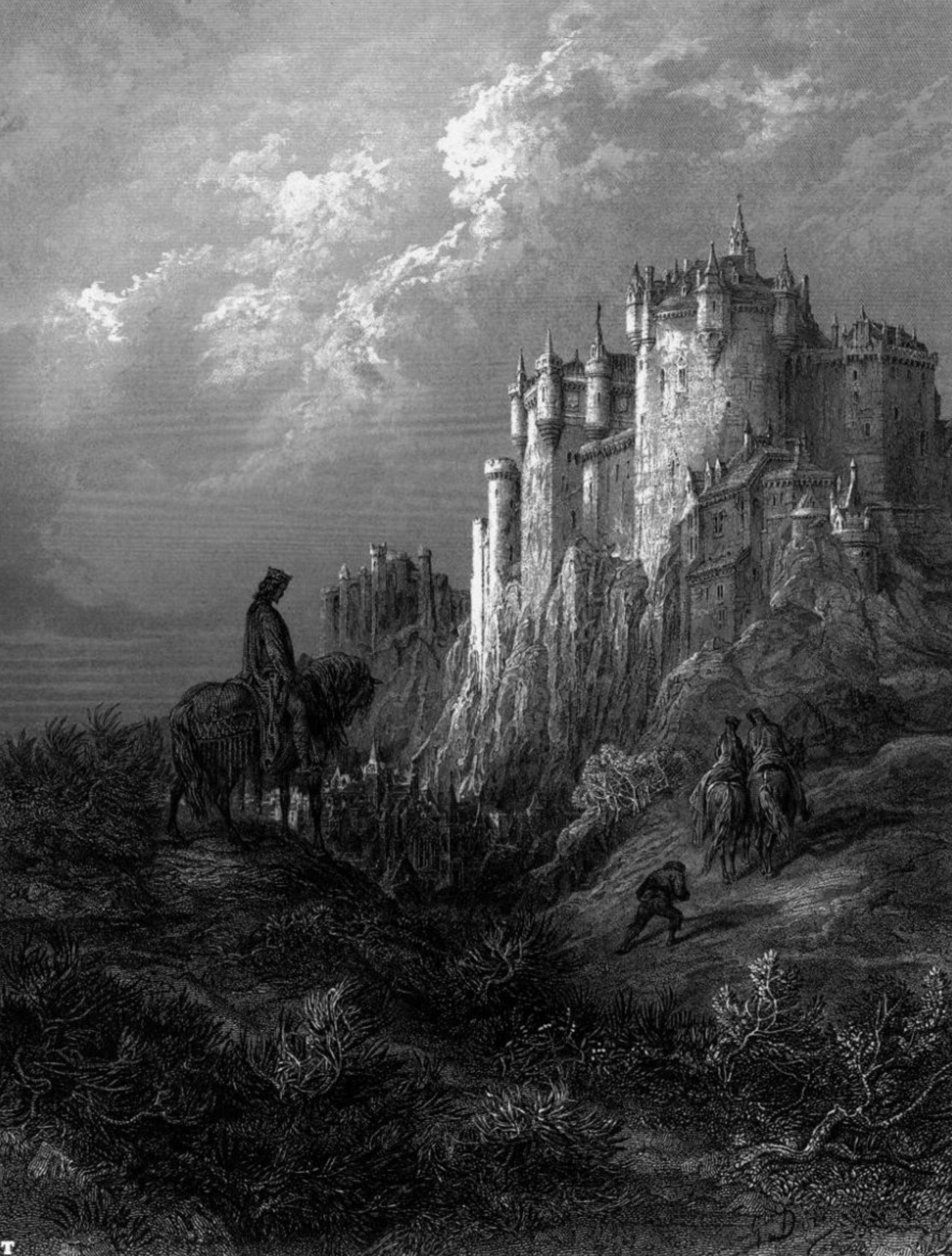
Il·lustració de Camelot per Gustave Doré, pels Idylls of the King (1868) de Lord Tennyson

A principis del s. xix, el medievalisme, el romanticisme i el neogòtic revifaren l'interès en Artús i els romanços medievals. El nou codi ètic per la noblesa del s. xix es basava en les idees cavalleresques encarnades a l'Artús romancer. Aquest interès renovat es feu palès per primer cop el 1816, quan es reimprimí Le Morte d'Arthur de Malory per primera vegada d'ençà del 1634. Inicialment, les llegendes artúriques eren d'especial interès pels poetes; William Wordsworth, per exemple, s'hi inspirà per escriure The Egyptian Maid (1835), una al·legoria del Sant Greal. Entre ells destacà Alfred Tennyson, que publicà el seu primer poema artúric, The Lady of Shalott ('La dama de Shalott'), l'any 1832. El mateix Artús tingué un paper menor en algunes d'aquestes obres, seguint la tradició romancera medieval. Tanmateix, l'obra artúrica de Tennyson assolí la seva màxima popularitat amb Idylls of the King ('Idil·lis del Rei'), que reconstruïa íntegrament la vida d'Artús, amb certs paral·lelismes amb l'època victoriana. Es publicà per primera vegada el 1859 i se'n van vendre 10.000 còpies la primera setmana. Als Idylls, Artús apareixia com un símbol d'humanitat idealitzada que acabava fracassant, donada la seva feblesa humana, en la seva tasca d'establir un regnat perfecte a la terra. Les obres de Tennyson propiciaren un gran nombre d'imitacions, aixecaren un interès considerable per les llegendes d'Artús entre el públic general i donaren a conèixer els contes de Malory a una audiència més àmplia. De fet, la primera modernització de la gran compilació dels contes d'Artús de Malory es publicà el 1862, poc després de l'aparició dels Idylls, i hi hagué sis edicions més i cinc competidors abans del final de segle.

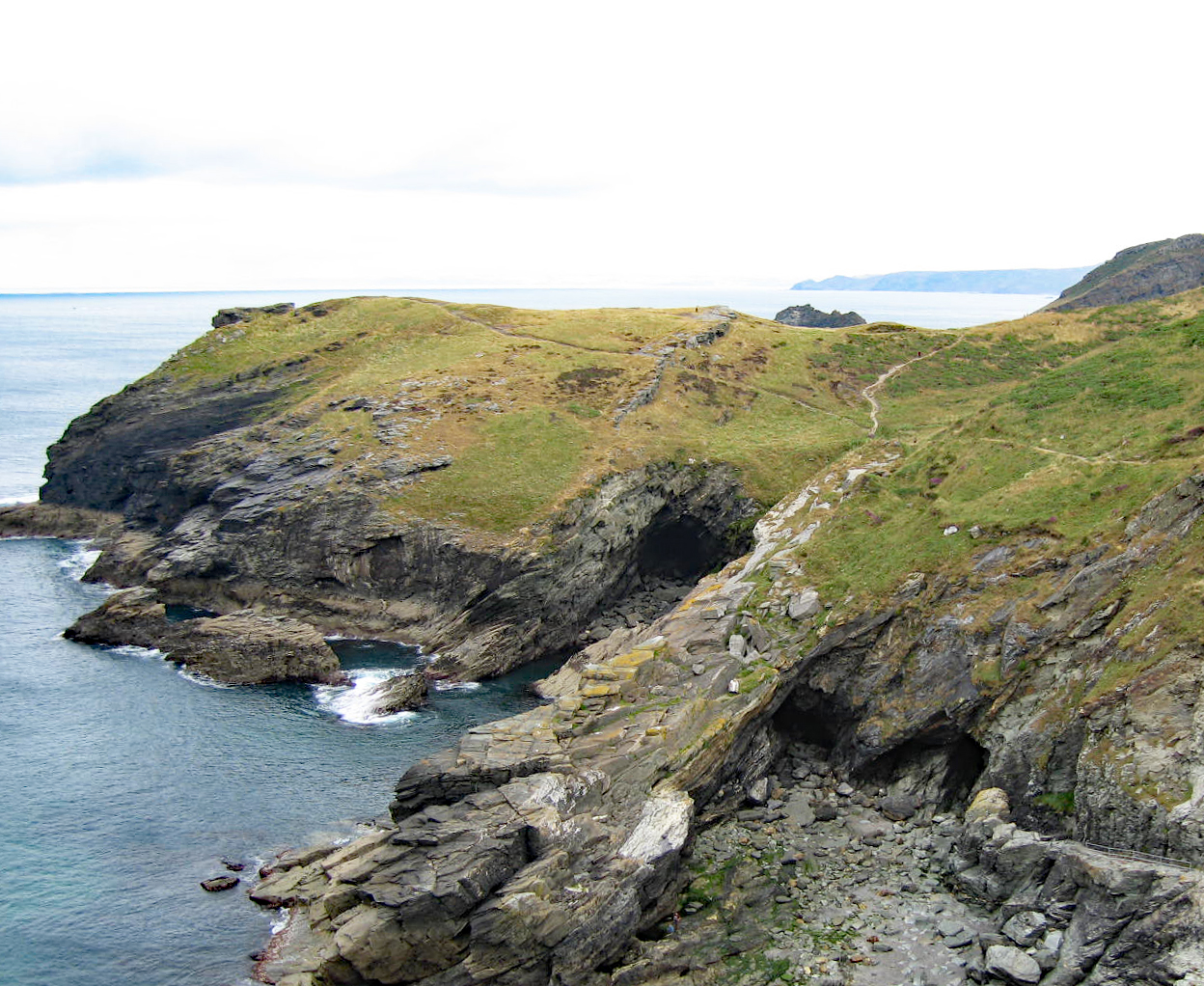
La cova de Merlí a Tintagel on, segons els Idylls of the King, Merlí va rescatar l'infant Artús del mar

Aquest interès per l'Artús romancer i les seves històries associades continuà al llarg del s. xix i a principis del s. xx. Fins i tot el conte humorístic de Tom Thumb, la manifestació primària de la llegenda artúrica al s. xviii, va ser reescrit després de la publicació dels Idylls. Artús mantenia la seva baixa estatura i la seva comicitat, però la història va passar a incloure més elements dels romanços artúrics medievals i a tenir un tracte més seriós i històric envers la seva figura. El ressorgir del romanç artúric també resultà influent als Estats Units, amb llibres com The Boy's King Arthur (1880) de Sidney Lanier que arribaren a un públic ampli i inspiraren la novel·la satírica de Mark Twain A Connecticut Yankee in King Arthur's Court ('Un ianqui de Connecticut a la Cort del Rei Artús'), del 1889. Encara que l'Artús romancer va ser cabdal en algunes d'aquestes noves obres artúriques, com The Sleep of Arthur in Avalon ('El son d'Artús a Avalon') de Burne-Jones (1881-1898), en altres casos es va relegar al seu rol medieval, marginant-lo o fins i tot absentant-lo per complet; les òperes artúriques de Richard Wagner en són un cas emblemàtic. A més, la revifada en l'interès per Artús i els contes artúrics no s'allargà indefinidament. Cap a finals del s. xix, aquest es reduïa pràcticament a imitadors prerafaelites i tampoc no pogué evitar veure's afectat per la Primera Guerra Mundial, que perjudicà la reputació de la cavalleria i, per tant, l'interès en Artús com a model cavalleresc i les seves aparicions medievals. La tradició romancera, si mateix, resistí prou per a persuadir Thomas Hardy, Laurence Binyon i John Masefield a compondre obres artúriques i T. S. Eliot cita el mite d'Artús (tot i que no Artús com a tal) en el seu poema The Waste Land, en què apareix el Rei Pescador.

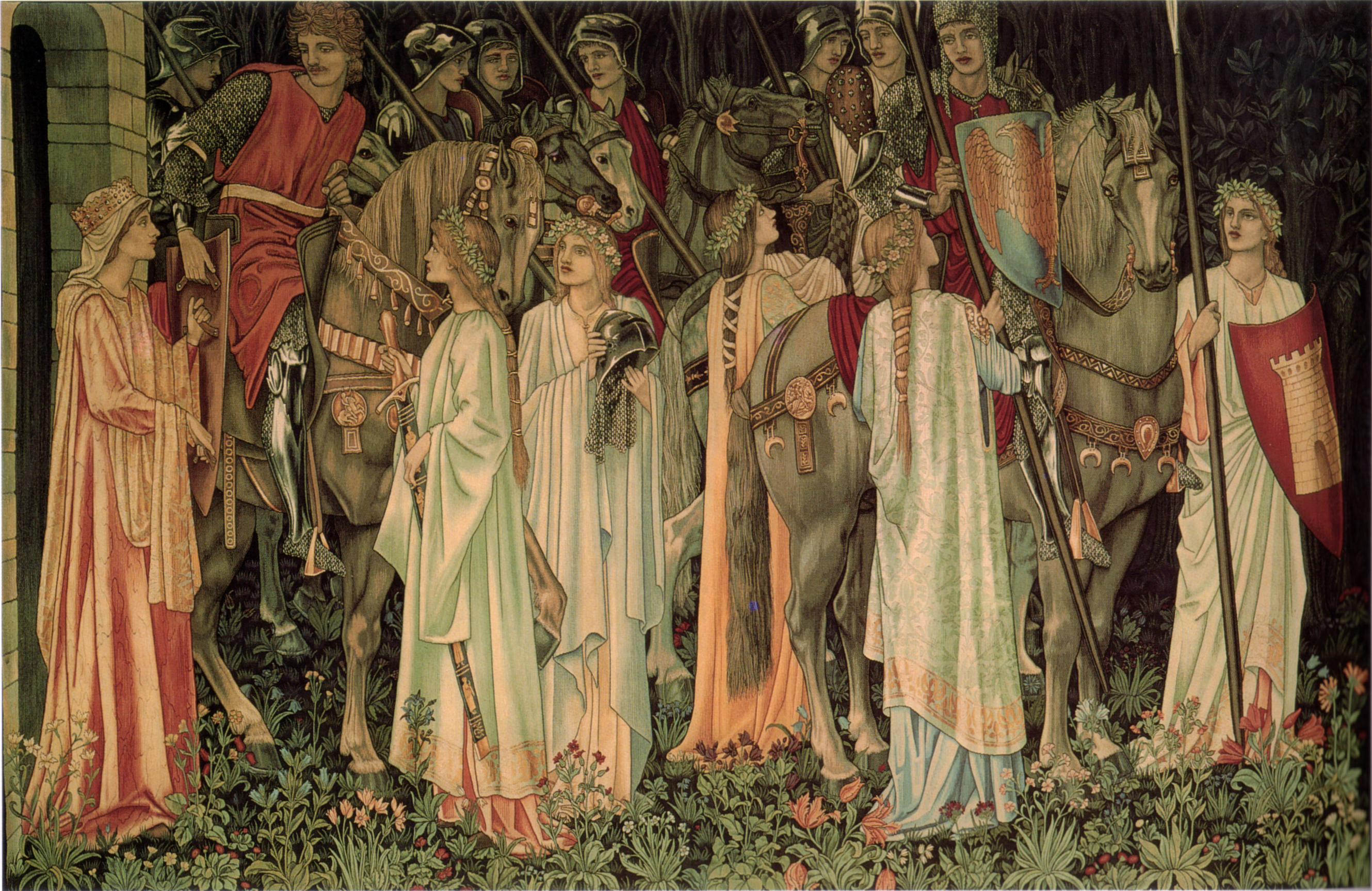
L'armament i partida dels cavallers, un dels tapissos del Sant Greal.

El ressorgiment també deixà petjada en el camp de les belles arts i influencià poetes com William Morris i artistes prerafaelites com Edward Burne-Jones. John William Waterhouse pintà tres quadres basats en versos de The Lady of Shalott, de Tennyson, entre els anys 1888 i 1915: La dama de Shalott, La dama de Shalott mirant Lançalot i Estic cansada de les ombres, digué la dama de Shalott. El 1890, el gran empresari William Knox D'Arcy encarregà sis tapissos del Sant Greal a Morris & Co., una empresa de disseny prerafaelita encapçalada per William Morris, per decorar el saló de la seva mansió a Stanmore, a l'exterior de Londres. Els tapissos il·lustren la recerca del Greal tal com s'explica a Le Morte d'Arthur de Malory.

### Llegenda moderna

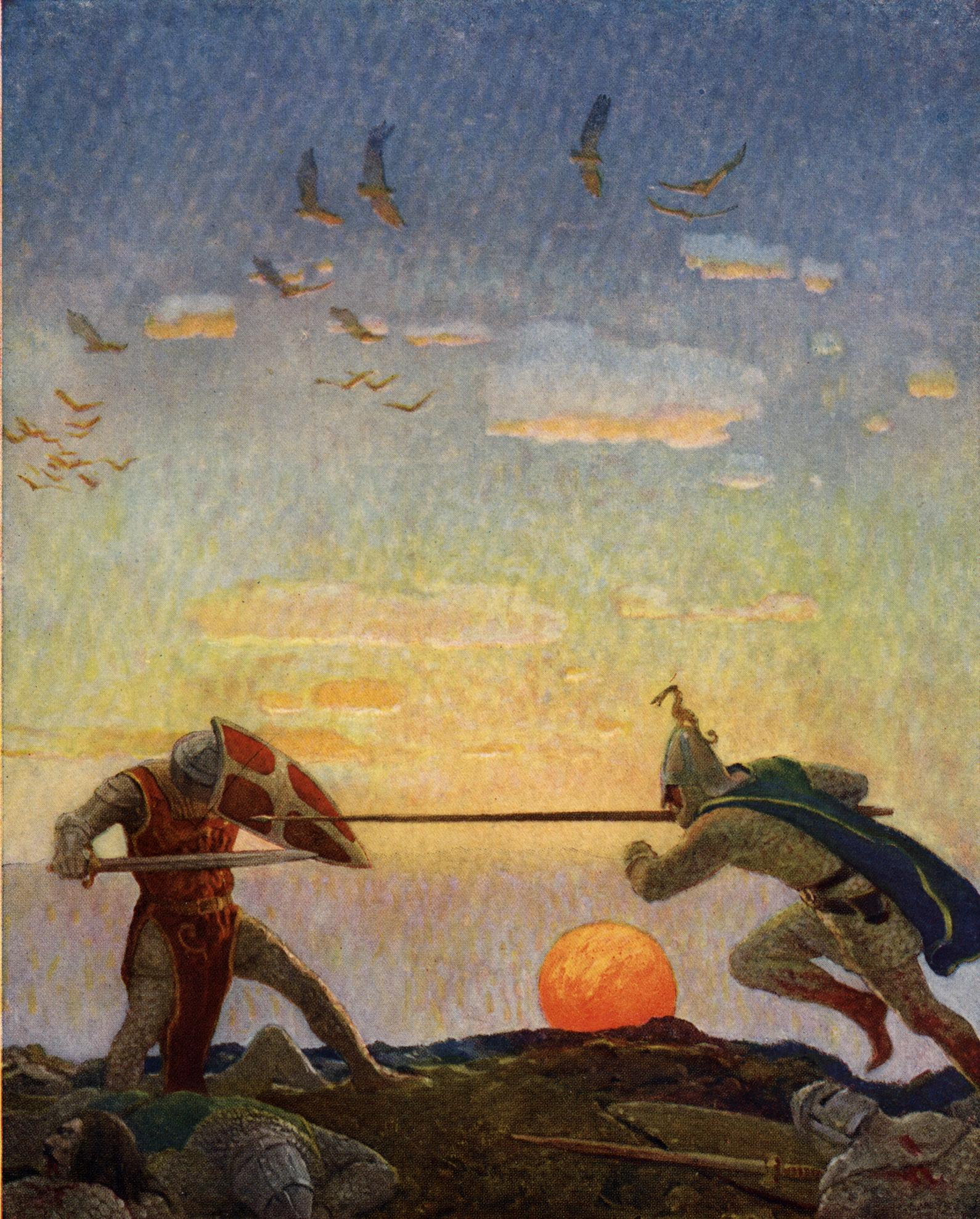
El combat entre Artús i Mordred, il·lustrat per N.C. Wyeth pel llibre de Sidney Lanier La mort d'Artús (1922)

A la segona meitat del s. xx, la influència de la tradició romancera d'Artús continuà a través de novel·les com The Once and Future King (1958) de T. H. White i The Mists of Avalon (1982) de Marion Zimmer Bradley, així com tires còmiques com el Príncep Valent (a partir del 1937). De la mateixa manera que Tennyson reconstruí els contes romancers d'Artús per fer comentari social de la seva època, modernament sovint es pren un enfocament similar. Per exemple, el conte de Bradley emprèn un enfocament feminista de la llegenda artúrica, en contrast amb les narratives de l'època medieval, i els autors nord-americans acostumen a refer la història d'Artús per encabir-la en els valors d'igualtat i democràcia. Al romanç històric Porius: A Romance of the Dark Ages (1951) de John Cowper Powys, ambientat a Gal·les el 499 a.C. just abans de la invasió saxona, Artús hi és sols un personatge menor, mentre que Myrddin (Merlí) i la Dama del Llac són figures principals. La desaparició de Myrddin al final de la novel·la rau «en la tradició de la hibernació màgica quan un rei o mag abandona la seva gent per anar a una illa o cova per tornar en una època o bé més propícia o bé més perillosa». Una novel·la més primerenca de Powys, A Glastonbury Romance (1932), parla tant del Sant Greal com de la llegenda que Artús està enterrat al poble de Glastonbury.
L'Artús romancer també ha esdevengut popular en els teatres i cinemes. El musical Camelot (1960) i la pel·lícula d'animació de Disney The Sword in the Stone (1963) són adaptacions de la novel·la de T. H. White. Camelot s'adaptà a una pel·lícula del mateix nom el 1967. La tradició romancera artúrica és evident (i, segons els crítics, exitosa) a les pel·lícules Lancelot du Lac (1974) de Robert Bresson, Perceval le Gallois (1978) d'Eric Rohmer i probablement també Excalibur (1981); és, a més, la font d'inspiració principal de la paròdia artúrica Monty Python and the Holy Grail (1975).

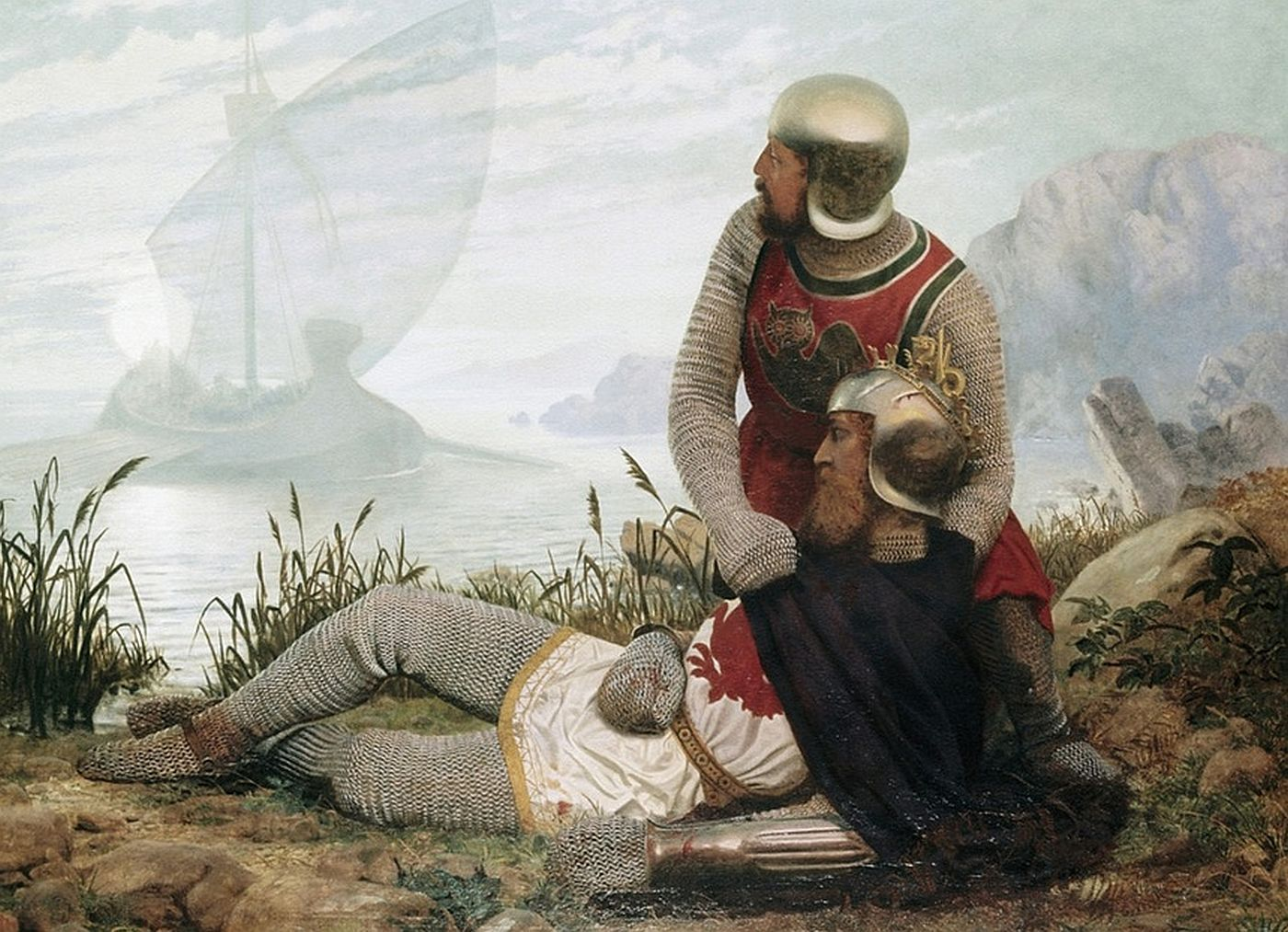
La mort d'Artús, per John Garrick (1862)

Refer els contes i els conceptes de la tradició romancera no és l'únic focus de la llegenda moderna del Rei Artús. També han emergit intents per mostrar Artús com una figura històrica genuïna de c. 500, eliminant el «romanç». Tal com observen Taylor i Brewer, aquest retorn a la tradició de les cròniques de Jofre de Monmouth i la Historia Brittonum és una moda recent, que visqué el seu àpex en la literatura artúrica en els anys posteriors a la Segona Guerra Mundial, amb la resistència llegendària d'Artús als invasors germànics tocant la fibra sensible als britànics. The Saviours (1942), una sèrie de programes radiofònics, emprà l'Artús històric com a encarnació de l'esperit de resistència heroica, mentre que l'obra de R. C. Sheriff The Long Sunset (1955) mostrava Artús liderant la resistència romanobritànica contra els invasors germànics. Aquest enfocament d'Artús en un context històric també és present en les novel·les històriques i fantàstiques publicades en aquest període. En els anys recents la visió d'Artús com un heroi real del s. v s'ha obert pas entre les sèries de televisió Arthur of the Britons (1972-73), Merlin (2008-12), The Legend of King Arthur (1979), and Camelot (2011) i les pel·lícules King Arthur (2004), The Last Legion (2007) i King Arthur: Legend of the Sword (2017).
Artús també ha servit com a model de comportament. Els anys 30, l'Ordre de la Comunitat dels Cavallers de la Taula Rodona fou format a la Bretanya per promoure els ideals cristians i les nocions artúriques de cavalleria medieval. En els Estats Units, centenars de milers d'infants s'adscrigueren a grups de joventut artúrics, com els Cavallers del Rei Artús, en què Artús i les seves llegendes es venien com a exemplars. Tanmateix, la difusió de llegenda Artús en un context contemporani va més enllà dels comportaments artúrics i està vinculat a objectes, edificis i llocs. Norris J. Lacy observà: «La noció popular d'Artús sembla limitada, no sorprenentment, a diversos motius i noms, però no hi ha dubte de l'extensió en què una llegenda nascuda diversos segles enrere està profundament incrustada en la cultura moderna a tots els nivells.»